# Esztó Zoltán
Esztó Zoltán (Petrozsény, 1919. szeptember 19. – Budapest, 1990. február 20.) bányamérnök.

## Életpályája
A Soproni Bencés Gimnáziumban érettségizett. 1937–1942 között a soproni Műegyetem Bányamérnöki karán tanult. Mérnöki munkakörben Tatabányán kezdte munkáját. 1942-től katonai szolgálatot teljesített és tartalékos mérnöktiszti iskolát végzett. Az iskola elvégzése után Budapesten a Haditechnikai Intézetben dolgozott. 1944-ben a Haditechnikai Intézettel együtt először Rábatamásiba, majd Németországba telepítették ki.
Hazatérése után, 1945 októberében ismét Tatabányán helyezkedett el. 1945–1950 között a Síkvölgyi akna üzemvezetője volt. 1951-ben a Tatabányai Felső Szénbányák Nemzeti Vállalat igazgató-helyettes főmérnöke volt. 1952 januárjában a Várpalotai Szénbányákhoz helyezték át igazgató-főmérnöki beosztásba. 1952 júniusában szabotázs gyanújával letartóztatták; 1954 áprilisában elítélték, de a szabadságvesztési büntetésbe beleszámítva a vizsgálati fogságot szabadlábra helyezték. Újra Tatabányán volt üzemvezető-főmérnök. 
1956. október 28-án a Munkástanács titkárának választották. 1956. december 30-án őrizetbe vették, a népi demokratikus államrend megdöntésére irányuló szervezkedés támogatásának vádjával 10 év börtönbüntetésre ítélték. 1964. június 30-án feltételesen szabadlábra helyezték. Ezután a Bányászati Tervező Intézetben, majd 1988-ig a jogutód Központi Bányászati Fejlesztési Intézetében irányító tervezőként dolgozott. 1988-ban nyugdíjba vonult; szakértőként dolgozott tovább.
Külső munkatársa volt a Bányászati és Kohászati Lapoknak mint a Külföldi hírek vezetője. Főként bányaműveléstannal, a bányaszellőzés kérdéseivel, számítógépes rendszerekkel foglalkozott.

## Családja
Édesapja, Esztó Péter (1885–1965) bányamérnök, főiskolai és egyetemi tanár, tanszékvezető volt. Testvére, Esztó Miklós (1913–1986) bányamérnök.

## Művei
- Bányaműveléstan (tankönyv, Esztó Miklóssal, Budapest, 1950)
- Kézijövesztő vájár (Budapest, 1951)
- Nagymélységű bányák szellőztetése és klimatizálása 1-3. (Budapest, 1974-1977)
- Számítógépes információs rendszerek tervezési és módszertani eszközei (többekkel, Budapest, 1975)
- A kőzethorgonyzás általános irányelvei és hazai fejlesztési feladatai (Budapest, 1983)